# 強くなれ (高橋瞳の曲)
「強くなれ」（つよくなれ）は、日本の歌手・高橋瞳の8枚目のシングル。

## 解説
前作「JET BOY JET GIRL」から1ヶ月あまりでのリリースとなった2007年第3弾シングル。「コ・モ・レ・ビ」に次いで2度目となる映画主題歌となった。初回生産版にはタイアップ作品である映画『包帯クラブ』の特別割引優待券が封入された。

## 収録曲
1. 強くなれ (4:47)
  - 作詞：高橋瞳/TAKUYA/mavie 作曲/編曲：TAKUYA
  - 東映配給映画『包帯クラブ』主題歌。
  - TBS系バラエティ番組『王様のブランチ』2007年8月度・9月度エンディングテーマ。
2. 青空のナミダ -'07 Ver.- (4:50)
  - 作詞：高橋瞳/渡辺なつみ 作曲：田中秀典 編曲：TAKUYA
  - 3rdシングル曲「青空のナミダ」のアレンジバージョン。
3. 強くなれ -Instrumental- (4:47)

## 参加ミュージシャン
- 高橋瞳 - ボーカル（全曲）
- TAKUYA - ギター（#1, #2）
- 黒須克彦 - ベース（#1）
- 五十嵐公太 - ドラムス（#1）
- スティーヴ・エトウ - パーカッション（#1）
- 廣瀬"HEESEY"洋一 - ベース（#2）
- そうる透 - ドラムス（#2）
- nishi-ken - キーボード（#2）

## 収録アルバム
- Bamboo Collage（#1）